# 252 Dywizja Piechoty (III Rzesza)
252 Dywizja Piechoty (niem. 252. Infanterie-Division) – niemiecka dywizja z czasów II wojny światowej, uczestniczyła w agresji na Polskę i Francję oraz w ataku na Związek Radziecki.

## Formowanie i działania
Sformowana w Nysie na mocy rozkazu z 26 sierpnia 1939, w 4. fali mobilizacyjnej w VIII Okręgu Wojskowym. Wcielono do niej głównie Ślązaków służących w jednostkach rezerwowych. W czasie napaści III Rzeszy na Polskę w 1939 roku prowadziła działania w północnej Polsce, ale pełniła zadania głównie drugoliniowe. W 1940 uczestniczyła w agresji na Francję. Po pokonaniu Francji, w lipcu 1940 przerzucona została na terytorium okupowanej Polski. 
Następnie, od 22 czerwca 1941 uczestniczyła w ataku na Związek Radziecki, biorąc udział w walkach z Armią Czerwoną. Pod koniec 1941 toczyła walki pod Moskwą przeciw kawaleryjskiej Grupie Dowatora dowodzonej przez gen. Lwa Dowatora. W latach 1943–1945 prowadziła głównie walki odwrotowe, walcząc m.in. w składzie 3 Armii Pancernej. Szlak bojowy zakończyła na Półwyspie Helskim, gdzie 8 maja 1945 oddała się do niewoli Armii Czerwonej.

## Dowództwo dywizji
Dowódcy:
- gen. por. Diether von Böhm – Bezing 26 VIII 1939 – 3 II 1942;
- gen. por. Hans Schäfer 3 II 1942 – 1 I 1943;
- gen. Walther Melzer 1 II 1943 – 12 X 1944;
- gen. por. Paul Drekmann 12 X 1944 – 8 V 1945;

Szefowie sztabu:
- mjr Hans Höf(f)ner (w czasie ataku na Polskę[4])

## Struktura organizacyjna
Skład w sierpniu 1939 roku:
452., 461. i 472. pułk piechoty, 252. pułk artylerii, 252. batalion pionierów, 252. oddział rozpoznawczy, 252. oddział przeciwpancerny, 252. oddział łączności, 252. polowy batalion zapasowy;
Skład w listopadzie 1941 roku:
7., 461. i 472. pułk piechoty, 252. pułk artylerii, 252. batalion pionierów, 252. oddział rozpoznawczy, 252. oddział przeciwpancerny, 252. oddział łączności, 252. polowy batalion zapasowy;
Skład w lutym 1943 roku:
7., 461. i 472. pułk grenadierów, 252. pułk artylerii, 252. batalion pionierów, 252. batalion fizylierów, 252. oddział przeciwpancerny, 252. oddział łączności, 252. polowy batalion zapasowy;
Skład w lipcu 1944 roku:
7., 461. i 472. pułk grenadierów, 252. pułk artylerii, 252. batalion pionierów, 252. batalion fizylierów, 252. oddział przeciwpancerny, 252. oddział łączności, 252. polowy batalion zapasowy;